# La Traque (téléfilm, 2021)
Pour les articles homonymes, voir La Traque.
Pour plus de détails, voir Fiche technique et Distribution.
La Traque est un téléfilm français réalisé par Yves Rénier et diffusé le 15 mars 2021 sur TF1. Il relate l'enquête réalisée par deux policiers concernant le tueur en série le monstre Michel Fourniret, incarné par l'acteur Philippe Torreton,. C'est la dernière réalisation d'Yves Rénier avant sa mort .

## Synopsis
Le téléfilm retrace l'enquête concernant Michel Fourniret, arrêté pour l'enlèvement d'une jeune fille, qui parvient à s'échapper de sa camionnette. Une année d'enquête et d'interrogatoires sont nécessaires pour faire avouer Monique Fourniret, la femme du tueur en série.

## Fiche technique
Sauf indication contraire, les informations mentionnées dans cette section peuvent être confirmées par la base de données cinématographiques Allociné,  présente dans la section « Liens externes ».
- Réalisation : Yves Rénier
- Scénario :  Jean-Luc Estèbe, Harold Cobert et Benoit Valère d'après "La mésange et l'ogresse" d'Harold Cobert
- Production :  BE-FILMS, UGC
- Photographie : Kika Ungaro
- Musique : Brice Davoli
- Montage : Stéphanie Gaurier
- Maquillages : Pierre Olivier Persin
- Décors : Frédéric Grandclere et Frédérique Doublet
- Costumes : Lisa Féret
- Pays de production :  France,  Belgique
- Durée : 90 minutes en 2 épisodes
- Date de diffusion : 15 mars 2021.

## Distribution
- Philippe Torreton : Michel Fourniret
- François-Xavier Demaison : Commissaire Declerk
- Mélanie Bernier :  Capitaine Margo Nielsen
- Isabelle Gélinas : Monique Fourniret
- Yves Rénier : Arnaud Costenoble
- François-David Cardonnel : Joris Delhaye
- Lilea Le Borgne : Louise Nielsen
- Arnaud Henriet : Etienne Lambert
- Juliette Poissonnier : Christine Lambert
- Laurence Oltuski : Judith Colbert
- Sylvain Charbonneau : Le Légiste
- Lola Zidi-Rénier : Chloé

## Audience
Le téléfilm a réuni 4,8 millions de téléspectateurs durant la première partie, soit 20,1 % du public et la deuxième partie a convaincu 4,2 millions de téléspectateurs, soit 21,3 % du public.

## Polémiques
Le projet de téléfilm avait provoqué une polémique auprès des familles des victimes, qui dénoncent une utilisation commerciale de l'histoire de Fourniret. Il est aussi fortement critiqué par le fils de Fourniret, qui a tenté de s'opposer à sa diffusion.